# Club féminin de Carthage
Pour les articles homonymes, voir CFC.
 (mars 2025).
Si vous disposez d'ouvrages ou d'articles de référence ou si vous connaissez des sites web de qualité traitant du thème abordé ici, merci de compléter l'article en donnant les références utiles à sa vérifiabilité et en les liant à la section « Notes et références ».
Maillots
Le Club féminin de Carthage (CFC) est un club de volley-ball tunisien basé à Carthage.
Il est fondé en 2011 par Khaled Ben Amor, Amel M'rad, Mohamed Saïdane et Faouzi Ben Jannet à la suite de la décision des dirigeants de l'Union sportive de Carthage de dissoudre la section féminine de volley-ball qui venait de remporter un doublé national. Ils commencent avec sept joueuses titulaires et sept autres sans licence et se retrouvent rapidement en division nationale A et champion de Tunisie dès la troisième année. Le club remporte un quadruplé historique en 2021.

## Palmarès
- Championnat d'Afrique des clubs champions (2) :
  - Vainqueur : 2017[2], 2021
  - Finaliste : 2016[2], 2018, 2019
  - Troisième : 2015, 2023
- Championnat de Tunisie (12) :
  - Vainqueur : 2013, 2014, 2015, 2016, 2017, 2018, 2020, 2021, 2022, 2023, 2024, 2025
- Coupe de Tunisie (8) :
  - Vainqueur : 2015, 2016, 2017, 2020, 2021, 2022, 2023, 2025
  - Finaliste : 2012, 2014, 2018
- Supercoupe de Tunisie (5) :
  - Vainqueur : 2017, 2020, 2021, 2022, 2024
  - Finaliste : 2018, 2019

## Effectif professionnel (2024-2025)
| No                         | Nom                        | Date de naissance          | Taille | Poids | Poste                        |                              |
| -------------------------- | -------------------------- | -------------------------- | ------ | ----- | ---------------------------- | ---------------------------- |
| 17                         | Khouloud Jenhani           | 26 octobre 1989            | 173    | 64    | Réceptionneuse-attaquante    |                              |
| 19                         | Dalel Graidi               | 1er novembre 2002          | 183    | 65    | Centrale                     |                              |
| 15                         | Fatma Ktari                | 16 janvier 1993            | 174    | 62    | Libero                       |                              |
| 11                         | Jihen Mohamed              | 25 août 1998               | 181    | 70    | Réceptionneuse-attaquante    |                              |
| 3                          | Abir Othmani               | 29 janvier 1991            | 181    | 67    | Centrale                     |                              |
| 13                         | Sirine Bouraoui            | 12 octobre 1998            | 182    | 74    | Réceptionneuse-attaquante    |                              |
| 5                          | Ghofrane Ben Soltane       | 17 octobre 1998            | 182    | 66    | Passeuse                     |                              |
| 18                         | Raghda Ben Smida           | 20 février 1999            | 170    | 63    | Libero                       |                              |
| 19                         | Oumayma Yaaqoubi           | 19 mai 1998                | 184    | 67    | Centrale                     |                              |
| 2                          | Mouna Hamouda              | 10 juin 1996               | 180    | 57    | Attaquante                   |                              |
| 12                         | Ons Jenhani                | 28 septembre 1994          | 178    | 68    | Réceptionneuse-attaquante    |                              |
| 6                          | Nihel Kbaier               | 8 août 1993                | 170    | 59    | Passeuse                     |                              |
| 1                          | Marina Tumas               | 17 septembre 1984          | 189    | 78    | Attaquante                   |                              |
|                            |                            |                            |        |       |                              |                              |
| Encadrement technique      | Encadrement technique      |                            |        |       | Légende                      | Légende                      |
| Entraîneur : Kamel Rekaya  | Entraîneur : Kamel Rekaya  | Entraîneur : Kamel Rekaya  |        |       | : Capitaine                  | : Capitaine                  |
| Entraîneur(s) adjoint(s) : | Entraîneur(s) adjoint(s) : | Entraîneur(s) adjoint(s) : |        |       | : Joueur blessé actuellement | : Joueur blessé actuellement |